# Katlijne Janssens
Katlijne Janssens (Aarlen, 1606 - Mechelen, 4 januari 1642) was een slachtoffer van de heksenvervolging in Europa.

## Achtergrond
Katlijne kwam uit een ontwricht gezin en had een wankele gezondheid. Waarschijnlijk was ze geestesziek: ze kreeg 'flauwtes' die soms leidden tot een comateuze toestand. Katlijne zou het leven leiden van een opgejaagde, steeds achtervolgd door de geruchten dat ze bezeten was en dus een heks. Ze was 35 toen ze in Mechelen werd aangehouden op beschuldiging van toverij. Haar omzwervingen eindigden in deze stad waar ze, na herhaalde folteringen, op 4 januari 1642 aan een paal werd gewurgd en nadien verbrand.

## Nergens thuis
Katlijnes moeder verliet de echtelijk woonst in Aarlen (Luxemburg) toen Katlijne nog klein was. Katlijne vergezelde haar vader, een zwerver die onder andere een tijd in de buurt van Scherpenheuvel toefde, tot die haar achterliet en naar de provincie Luxemburg terugkeerde. Katlijne was toen vijftien en werd opgevangen door een oom in Scherpenheuvel, later door een tante in Maastricht. Om aan de kost te komen ging ze dienen bij een kleermaker in Antwerpen. Vermoedelijk ging ze er ook aan de slag als prostituee. Ze vertoonde zelfmoordneigingen en werd vier jaar in het Antwerpse zwakzinnigenhuis opgesloten. Toen ze vrij kwam werd ze in Antwerpen 'vervolgd' door de bevolking en daarom trok ze naar Gent. Daar werd ze spoedig herkend als 'tovenares van Antwerpen' door een vrouw die uit Antwerpen kwam en van toen af werd Katlijne ook in Gent opgejaagd. Ze week uit naar Lede waar ze twee jaar bij een priester inwoonde. Slachtoffer van een nieuwe zenuwaanval - ze at niet meer, was een tijd buiten bewustzijn - werd ze opgenomen in het hospitaal van Aalst. Ook in Aalst werd Katlijne berucht als tovenares zodat ze nogmaals verplicht werd naar elders te verhuizen. Zo belandde ze in Mechelen. Ze diende er achtereenvolgens bij twee 'jongedochters' op het St.-Pieterskerkhof, bij juffrouw Morissens op het Begijnhof, bij mijnheer Battenbroeck (waar ze weer een 'aanval' kreeg), bij Raadsheer Caluwaert, bij Raadsheer Le Roy en ten slotte bij de weduwe van de koster van St.-Pieter in het Berghestraetken, waar ze in 1641 werd aangehouden.
Katlijne werd officieel beschuldigd van toverij. Langer dan men verwachtte ontkende ze haar zogenaamde misdrijven maar ze werd verschillende keren zwaar gefolterd en bekende op den duur dat ze een relatie met de duivel had. Met haar dood op de brandstapel in 1642 eindigde haar levenslange zwerftocht.

## Waanzinnig verhaal
Het verslag van de Mechelse griffier bevat haar levensverhaal, een mengeling van feiten en waanzinnige fantasmen.

### Scherpenheuvel, Diest
Katlijne herinnerde zich het vertrek van haar vader, hoe ze hem naliep maar hem niet kon inhalen, hoe ze aan een kapelleke op de weg van Scherpenheuvel naar Diest bleef zitten huilen tot een jongeman, in het zwart gekleed, haar meenam naar herberg 'De Vetpot' aan de stadspoort van Diest. De jongeman gaf haar te eten en een glas bier. Rondom haar vloog er een vlieg die ze maar niet kon afweren. Bij het drinken slikte ze de vlieg in en ze kon ze niet meer uitspuwen. Ze viel flauw en toen ze weer bijkwam, was de jongeman verdwenen. Thuis bij haar oom in Scherpenheuvel kreeg ze weer bezoek van de jongeman. Zij alleen kon hem zien want voor andere mensen was hij onzichtbaar.

### Maastricht, Antwerpen
Tijdens haar verblijf bij haar tante in Maastricht kwam de jongeman haar ook opzoeken. Hij zegde dat ze een haren kleed moest kopen om met hem in de wildernis te gaan wonen. Hij wilde dat zij haar geloof zou afzweren om zich aan hem te onderwerpen en verzekerde dat ze dan nooit gebrek zou lijden. Op zijn aanraden ging ze naar Antwerpen, waar ze een haren kleed kocht. Ze wilde de Onze-Lieve-Vrouwekathedraal bezoeken maar in het portaal stootte de onzichtbare kwelgeest haar omver en verbood haar nog ooit een kerk binnen te gaan.
Katlijne ging in Antwerpen dienen bij Bernard Hendriks, kleermaker op de Minderbroedersrui, in een huis naast dat van 'de Moeder van vrouw Ghens'. Ook daar kwam de jongeman haar lastigvallen. Hij verplichtte haar in een herberg te gaan wonen, in 'Het Hof van Spaniën' op de Vrijdagmarkt en zette haar aan tot dronkenschap en ontucht.
Het warrige verhaal vervolgt met haar terugkeer naar de kleermaker, met een kind waarover ze zich wilde ontfermen maar wat haar door de duivel verhinderd werd, met het sermoen dat ze hoorde in de minderbroederskerk waardoor ze onophoudelijk moest wenen. Tegen de vrouw van de kleermaker zei ze 'dat sy haer wel soude den duyvel overgheven' en radeloos wilde ze uit het zoldervenster springen. Men kon haar echter nog tegenhouden. Tijdens een bewusteloosheid die dagen duurde werden Jezuïeten, Augustijnen, minderbroeders en ook de pastoor van de Onze-Lieve-Vrouwekathedraal erbij geroepen. Men hoorde haar verschillende vreemde talen spreken - onder meer ook Latijn - en men zag hoe zij op haar bed door elkaar werd gesmeten en hoe in de kelder het bier uit de tonnen werd geslingerd.

### Het dulhuys
De geestelijken begrepen dat Katlijne bezeten was en lieten haar geboeid overbrengen naar het 'dulhuys', het huis voor zwakzinnigen. Daar kwam de duivel de boeien aan haar handen en voeten verbreken. Hij voerde haar twee dagen en nachten mee naar de heide waar ze duizenden mensen zag dansen en hoereren. De duivel wenste dat zij hetzelfde met hem zou doen. 's Anderendaags werd ze in het dulhuis door twee pastoors belezen: de duivel ging uit haar, maar 's anderendaags kwam hij terug in haar. Ze erkende hem als haar leermeester, deed afstand van God, maar toen ze O.-L.-Vrouw niet wilde verloochenen sleepte de duivel haar mee naar de heide tot boven in een grote boom. Hij stak een ader open aan haar linkerhand en met haar bloed schreef hij op een briefje een duivelscontract dat zij uit schrik ondertekende. Dit briefje heeft ze nooit kunnen terugkrijgen. De duivel bracht haar weer naar de begane grond. Hij ging zitten in de gedaante van een bok en zij moest 'zyn vuyle partye kussen'. Het verbond was gesloten en hij bracht haar weer naar het dulhuys. Daar kwam hij meestal bij haar slapen in de gedaante van een man, maar niemand anders kon hem zien.

### Heksenwerk
Na haar ontslag uit het dulhuys van Antwerpen verspreidde de faam van Katlijne Janssens zich snel over de stad. Aan de magistratuur van Mechelen bekende ze allerlei heksenwerken.
Zo had ze Jacomyne, de dochter van Geeraert Maes, een vergiftigde appel gegeven en haar daarmee zo betoverd dat ze razend geworden was naar manspersonen.
Katlijne kreeg regelmatig bezoek van twee andere vrouwen - één was een bordeelhoudster - die wassen beeldjes maakten en ze met naalden doorprikten. De mensen, die deze beeldjes voorstelden, kregen dan pijnen op de plaatsen waar de spelden werden gestoken (zie ook voodoo). De vrouwen streken zalf onder hun oksels en op andere plaatsen en vlogen weg door de schouw.
Katlijne Janssens gaf toe dat ze ook de vrouw van procureur Janssens in de Minderbroedersstraat van Antwerpen had betoverd zodat deze ziek werd en bij de Cellebroeders was gestorven.
In het hospitaal van Aalst, waar ze acht weken verbleef, had ze 'een stoot gegeven' aan Susanneken, een non die haar nochtans heel goed verzorgde. Het nonneke werd er ziek door.

## Getuigen
Anneken Van Dael, vrouw van Antoni Says, getuigde dat Katlijne Janssens gedurende één jaar bij haar in de Happaertstraat had gewoond, dat Katlijne bij de doodzieke Mayken op de Ossenmarkt ontboden werd waar de vermeende heks tot bloedens toe geslagen werd. Dankzij het zo verkregen bloed werd Mayken terug gezond.
Regina Vanden Driesch, weduwe van Hendrik Van de Wijngaerde en zuster van de vrouw van 'De Gouden huyve' in de Corveniersstraat, getuigde dat de toveres zes maanden bij hen in de St.-Jansstraat had gewoond en dat haar man toen aan een geheimzinnige ziekte was gestorven. De hersenen kwamen uit zijn neus en mond. Daarna was haar 4-jarig zoontje gestorven en kreeg de 15-jarige zoon een zwerend been.

## Verhoor en terechtstelling
In de Oude Brusselsepoort van Mechelen (aan de huidige Schuttersvest tegenover de Brusselpoortstraat) werd Katlijne Janssens ondervraagd en meermaals urenlang gefolterd. De pijnigingen en haar verklaringen werden in detail geregistreerd door de griffier, die daarbij noteerde 'dat zy lange heeft gehangen in de pallye sonder dat sy van pynen oyet heeft geroepen (...) sonder oyet eenen traen gelaten te hebben.' (Niet kunnen wenen werd bij heksenprocessen geïnterpreteerd als een bewijs dat men met een heks te doen had.)
De Mechelse scherprechter onderzocht of Katlijne Janssens het duivelsmerk (stigma diabolicum), droeg ('ja, onder de slinke oxele' - onder de oksel links) en of ze nog wel maagd was. De ongehuwde Katlijne ontkende dat zij 'by eenigh manspersoon is bekent geweest' waarop de beul 'haer geraseert heeft en verclaert dat sy egeen maecht en is maer open gelyck een vrouwe gehowt synde' (geen maagd meer maar open als een gehuwde vrouw).
Op drie januari 1642 om 5 uur 's avonds, nadat ze van 's morgens vroeg bijna onafgebroken in de palei had gehangen, smeekte Katlijne Janssens om de halsband af te doen. Zij wilde alles bekennen, zoveel dat de griffier vele vellen vol moest schrijven.
's Anderendaags, op 4 januari 1642, verscheen Katlijne Janssens voor de schepenen van Mechelen. Tijdens de ondervraging bevestigde ze, zonder foltering, haar verklaringen van de vorige dag en bezegelde zo haar lot. Nog dezelfde dag werd ze veroordeeld: ze zou aan de paal gewurgd worden en haar dode lichaam zou worden verbrand. Haar overgebleven beenderen werden begraven op de Roomkensberg, nu gekend als Galgenberg.

## Toneelstuk
Over het leven van Katlijne Janssens en vooral over het heksenproces tegen haar schreef de Mechelse auteur Luc van den Briele het toneelspel 'De Heks van Mechelen', dat in 1990 te Hasselt in première ging. Op verzoek van het Mechels Miniatuur Theater schreef hij daarna een meer uitgebreide versie van dat stuk. In deze herwerkte 'Heks van Mechelen' wordt de geschiedenis van de heksenvervolging in haar totaliteit benaderd en komt het proces tegen Katlijne Janssens alleen in de tweede helft van het toneelspel aan bod. De meer uitgebreide versie van 'De Heks van Mechelen' werd in 1992 voor het eerst opgevoerd in het decor van de oude Predikherenkerk van Mechelen in een regie van René Verreth en met muziek van Chris Joris. Om beide toneelspelen beter te onderscheiden heeft Luc van den Briele de herwerkte versie van 'De heks van Mechelen' later gepubliceerd onder de titel 'Heksen'.
Documentatie over de opvoeringen van beide toneelspelen en de voor het schrijven van 'De heks van Mechelen' gebruikte historische bronnen is te vinden in het Letterenhuis (Archief en Museum van het Vlaams Cultuurleven) te Antwerpen.